# Irodo
L'Irodo est un cours d'eau du versant est de Madagascar dans la région Sava. Il se jette dans l'océan Indien, à proximité du village d'Irodo

## Géographie

### Bassin versant
L'Irodo est au nord du bassin versant du Lokia.